# Uchhotep II.
Uchhotep II. (manchmal auch Uchhotep III. – Uch ist zufrieden) war ein lokaler Fürst im Alten Ägypten zur Zeit der frühen 12. Dynastie. Er ist vor allem durch sein Grab in Meir (B 4) bekannt. Er lebte und amtierte unter Amenemhet II.
Uchhotep trug verschiedene Titel, war aber vor allem Bürgermeister (Hatia) und Priestervorsteher der Hathor von Qus. Über seine Person ist sonst wenig bekannt. Sein Vater hieß ebenfalls Uchhotep (Grab A 3) und war der Sohn von Iam. Er trug die Titel Sohn des Bürgermeisters und Vorsteher der Felder. Seine Mutter Mersi wird als Tochter des Bürgermeisters bezeichnet. Uchhotep war also Enkel eines lokalen Fürsten, wobei unklar ist, um welchen Fürsten es sich handelt. Seine Gemahlin war eine Frau mit dem Namen Djehutyhotep. Verschiedene Kinder werden im Grab genannt. Der älteste Sohn war Senebi, andere Söhne waren Amenemhatanch, Ameni und ein weiterer Senebi. Nur eine Tochter, sie hieß Mersi, ist bezeugt.
Seine Grabkapelle ist nicht gut erhalten. Sie besteht aus einem großen Raum mit einer kleinen Statuenkapelle an der Rückwand. Die Türrahmung zur Statuennische trägt die Namen von König Amenemhet II. Rechts davon befindet sich der Zugang zu einem weiteren Raum. An der Rückwand der Hauptkapelle, links von der Statuenkapelle, sind die Vorgänger von Uchhotep II. im Amt des Bürgermeisters in mehreren Reihen dargestellt. Neben ihnen sind auch ihre Gemahlinnen wiedergegeben. Die meisten anderen Szenen im Grab sind nur schlecht erhalten. Mehrmals ist Uchhotep dargestellt, einige Male mit Frau und Familie. Uchhotep erscheint auch bei der Jagd in den Marschen.
Das Grab des Uchhotep wurde von Aylward Manley Blackman aufgenommen und 1915 publiziert.